# Politický systém Maďarska

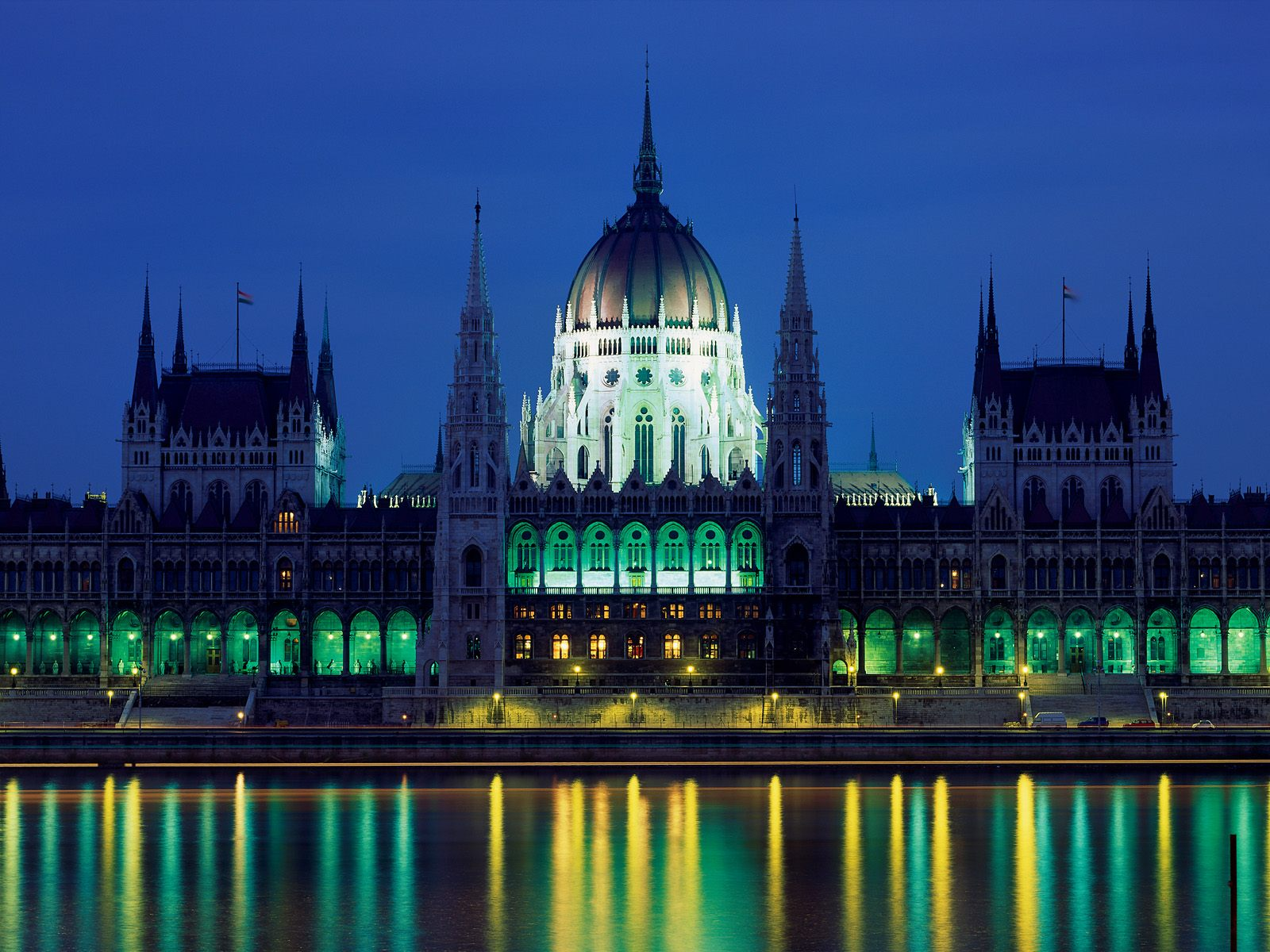
Országház - symbol demokratického Maďarska

Maďarsko je zastupitelská demokracie, parlamentní republika s vícestranickým systémem.

## Vláda
Vrcholovým orgánem exekutivy je vláda, kterou tvoří předseda vlády, místopředsedové a ministři. Vláda je odpovědná Zemskému sněmu – Országgyűlés, který ji vyslovuje důvěru. Parlament může konstruktivně vyjádřit nedůvěru vládě.

### Vlády Maďarska
| Parlamentní cyklus     | Název                          | Premiér (strana)            | Od                | Do                              | Vládní koalice      | Ideologie       |
| ---------------------- | ------------------------------ | --------------------------- | ----------------- | ------------------------------- | ------------------- | --------------- |
| 1990–1994 (volby 1990) | Vláda Józsefa Antalla          | József Antall (MDF)         | 23. květen 1990   | 12. prosinec 1993               | MDF – FKgP – KDNP   | Pravice         |
| 1990–1994 (volby 1990) | Vláda Pétera Borosse           | Péter Boross (MDF)          | 13. prosinec 1993 | 14. červenec 1994               | MDF – FKgP – KDNP   | Pravice         |
| 1994–1998 (volby 1994) | Vláda Gyuly Horna              | Gyula Horn (MSZP)           | 15. červenec 1994 | 5. červenec 1998                | MSZP – SZDSZ        | Levice          |
| 1998–2002 (volby 1998) | První vláda Viktora Orbána     | Viktor Orbán (Fidesz)       | 6. červenec 1998  | 26. květen 2002                 | Fidesz – FKgP – MDF | Pravice         |
| 2002–2006 (volby 2002) | Vláda Pétera Medgyessyho       | Péter Medgyessy (nestraník) | 27. květen 2002   | 29. září 2004                   | MSZP – SZDSZ        | Levice          |
| 2002–2006 (volby 2002) | První vláda Ference Gyurcsánye | Ferenc Gyurcsány (MSZP)     | 4. říjen 2004     | 9. červen 2006                  | MSZP – SZDSZ        | Levice          |
| 2006–2010 (volby 2006) | Druhá vláda Ference Gyurcsánye | Ferenc Gyurcsány (MSZP)     | 9. červen 2006    | 14. duben 2009                  | MSZP – SZDSZ        | Levice          |
| 2006–2010 (volby 2006) | Vláda Gordona Bajnaie          | Gordon Bajnai (nestraník)   | 14. duben 2009    | 29. květen 2010                 | MSZP (– SZDSZ)      | Úřednická vláda |
| 2010–2014 (volby 2010) | Druhá vláda Viktora Orbána     | Viktor Orbán (Fidesz)       | 29. květen 2010   | 9. květen 2014 (5. červen 2014) | Fidesz–KDNP         | Pravice         |
| 2014–2018 (volby 2014) | Třetí vláda Viktora Orbána     | Viktor Orbán (Fidesz)       | 10. květen 2014   | 18. květen 2018                 | Fidesz–KDNP         | Pravice         |
| 2018–2022 (volby 2018) | Čtvrtá vláda Viktora Orbána    | Viktor Orbán (Fidesz)       | 18. květen 2018   | 24. květen 2022                 | Fidesz–KDNP         | Pravice         |
| 2022–2026 (volby 2022) | Pátá vláda Viktora Orbána      | Viktor Orbán (Fidesz)       | 24. květen 2022   | současnost                      | Fidesz–KDNP         | Pravice         |

## Prezident
Prezident Maďarska je oficiální hlavou státu. Prezident je volen parlamentem v tajných volbách na 5 let a může být zvolen na dvě po sobě následující období. Kromě jiných pravomocí může prezident bez omezení iniciovat uspořádání referenda, jmenuje a odvolává některé významné činitele a má právo udělit milost. Pro většinu jeho rozhodnutí je potřebná kontrasignace (spolupodepsání) premiéra či příslušného ministra. Funkce prezidenta MR je především reprezentativní, neboť pro maďarský politický systém je charakteristická silná pozice předsedy vlády.

### Seznam prezidentů
Seznam prezidentů Maďarska od pádu komunismu v roce 1989:
- 18. říjen 1989 – 2. květen 1990 : Mátyás Szűrös1
- 2. květen 1990 – 4. srpen 2000 : Árpád Göncz
- 4. srpen 2000 – 5. srpen 2005 : Ferenc Mádl
- 5. srpen 2005 – 5. srpen 2010 : László Sólyom
- 6. srpen 2010 – 2. duben 2012 : Pál Schmitt
- 2. duben 2012 – 10. květen 2012: László Kövér2
- 10. květen 2012 – 10. květen 2022 : János Áder
- 10. květen 2022 – 26. únor 2024 : Katalin Nováková
- 26. únor 2024 – 4. březen 2024: László Kövér2
- od 5. března 2024: Tamás Sulyok

1: Prozatímní prezident do prvních svobodných voleb 1990.

2: Předseda Országgyűlés vykonával prezidentské pravomoci do doby obsazení úřadu.

## Parlament

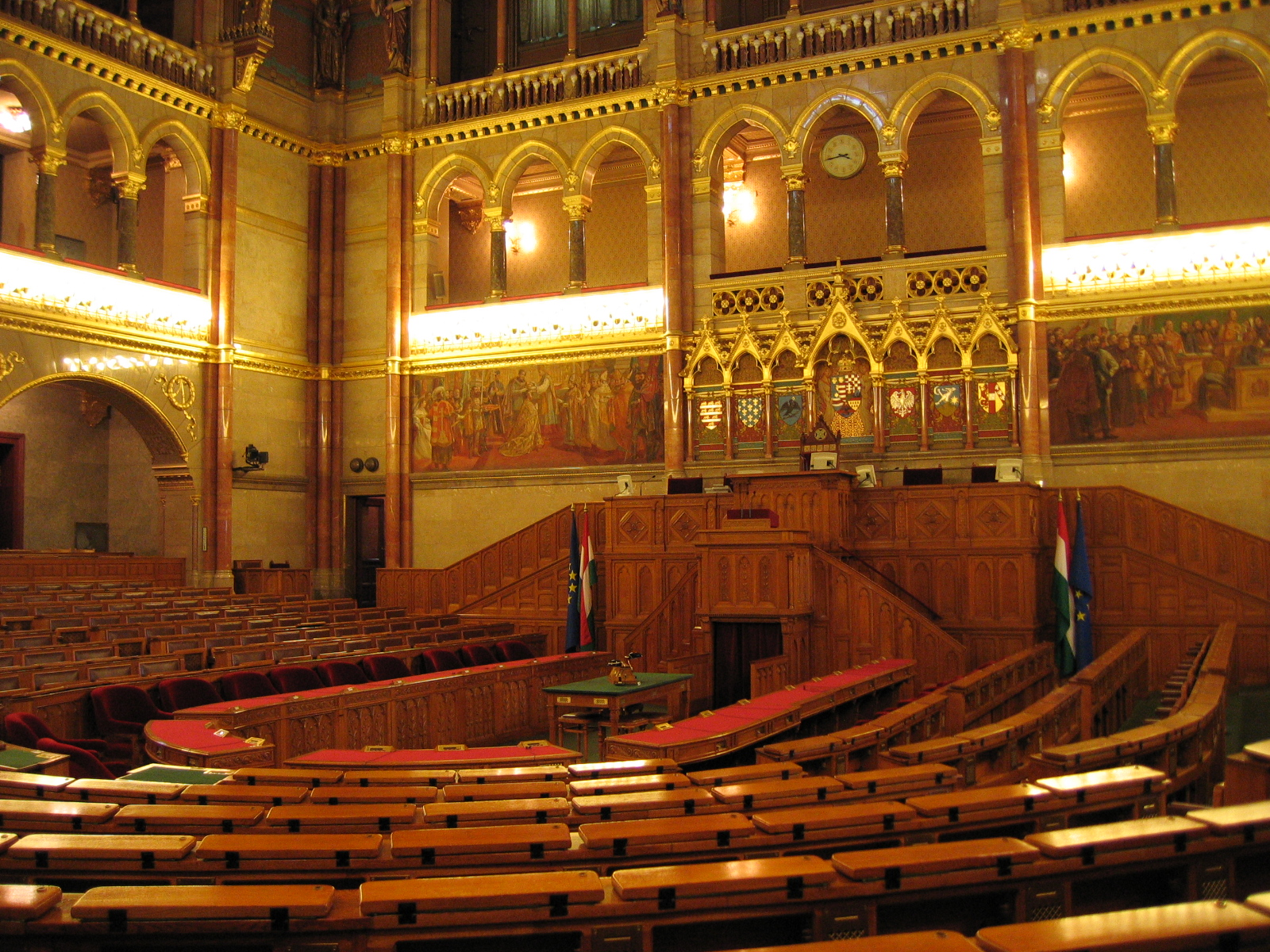
Zasedací místnost parlamentu

Jediným zákonodárným orgánem Maďarska je jednokomorový parlament – Országgyűlés o 386 poslancích, volených každé čtyři roky, vždy na jaře.
Országgyűlés schvaluje ústavu a zákony a určuje hlavní linie sociální a hospodářské politiky Maďarska. Stará se o vyváženost státních financí, schvaluje státní rozpočet, dohlíží na jeho dodržování, schvaluje vládní program, ratifikuje mezinárodní smlouvy. Parlament hraje v politickém systému Maďarska stěžejní úlohu a díky volebnímu systému se pravidelně opírá o silnou parlamentní většinu. Parlament může vyhlásit také referendum, jehož výsledek je pro parlament závazný, pokud se referenda zúčastní minimálně 50% voličů.

### Volební systém
Maďarský parlamentní volební systém je velice složitý. Jedná se o kombinaci tří volebních systémů: relativního a absolutního většinového, ale také systému celostátní a regionální kandidátky. Cílem je zajistit vládnoucí koalici stabilní většinu v parlamentu a zároveň umožnit vstup osobnostem a zástupcům menšin. Volby jsou dvoukolové, konají se každé čtyři roky, vždy na jaře.
Zvolit všech 386 poslanců je možno třemi způsoby. Prvních 176 mandátů je rozděleno v jednomandátových obvodech dvoukolovým většinovým principem. Do druhého kola postupují ti kandidáti, kteří při minimálně 50% účasti získali v prvním kole alespoň 15% hlasů (minimálně však tři). Ve druhém kole stačí ke zvolení prostá většina hlasů při 25%. Druhou možností, jak být zvolen, jsou župní listiny politických stran, kterými je zvoleno 152 poslanců. Pro sestavení župní listiny jsou ustavena přísná pravidla, strana musí mít dostatek kandidátů v předem určené struktuře, proto župní kandidátky staví pouze nejsilnějších pár stran. Pro rozdělení mandátů se používá Hagenbach-Bischoffova metoda. Aby byly volby platné, tak i zde musí být splněna podmínka 50% účasti (jinak se volby opakují). Každý volič má v maďarských parlamentních volbách dva hlasy. Jedním vybírá z regionálních kandidátek, druhým volí v jednomandátovém obvodě konkrétní osobnost. Zbylých 58 mandátů je přiděleno podle poměru k počtu tzv. frakčních hlasů systémem celostátních kandidátek zvaných kompenzační listiny. Všechny hlasy, které nevedly ke zvolení poslance, nepropadají, nýbrž se na celostátní úrovni sečtou a podle těchto sum jsou pomocí d’Hondtovy metody přeměněny na mandáty. V obou poměrných systémech (regionálních i celostátních kandidátkách) platí od roku 1994 pětiprocentní klauzule.
Maďarský volební systém obsahuje několik omezení, například registrace kandidáta v jednomandátovém obvodu je podmíněna shromážděním 750 podpisů, registrace stranické kandidátní listiny ve vícemandátovém obvodu je podmíněna registrací kandidátů téže strany v minimálně jedné čtvrtině jednomandátových obvodů a nakonec kandidátka strany může být zařazena do celostátního obvodu jen, když tatáž strana zaregistruje své kandidátky v minimálně sedmi vícemandátových obvodech.

### Složení parlamentu
Současné složení maďarského parlamentu po volbách 2010:
| Parlamentní strany od voleb 2010           | Parlamentní strany od voleb 2010     | Parlamentní strany od voleb 2010 | Parlamentní strany od voleb 2010 | Parlamentní strany od voleb 2010 |
| Strana                                     | Český překlad                        | Počet mandátů                    | Předseda strany                  | Předseda parlamentní frakce      |
| ------------------------------------------ | ------------------------------------ | -------------------------------- | -------------------------------- | -------------------------------- |
| Fidesz – Magyar Polgári Szövetség (Fidesz) | Fidesz – Maďarská občanská unie      | 227                              | Viktor Orbán                     | János Lázár                      |
| Magyar Szocialista Párt (MSZP)             | Maďarská socialistická strana        | 59                               | Attila Mesterházy                | Attila Mesterházy                |
| Jobbik Magyarországért Mozgalom (Jobbik)   | Hnutí za lepší Maďarsko              | 47                               | Gábor Vona                       | Gábor Vona                       |
| Kereszténydemokrata Néppárt (KDNP)         | Křesťanskodemokratická lidová strana | 36                               | Zsolt Semjén                     | Péter Harrach                    |
| Lehet Más a Politika (LMP)                 | Je možná jiná politika               | 16                               | —                                | András Schiffer                  |
| Független                                  | Nezávislí                            | 1                                | Oszkár Molnár                    | —                                |

## Politické strany
Maďarské politické spektrum bylo od roku 1990 postupně redukováno a dnes mu dominuje několik politických stran z nichž nejsilnější jsou levicová MSZP a pravicový Fidesz. Nadále existuje tendence směřování k bipolárnímu systému.
Přehled nejvýznamnějších politických stran v Maďarsku (řazeno abecedně):
| Zkratka    | Název                                            | Český překlad                                                  |
| ---------- | ------------------------------------------------ | -------------------------------------------------------------- |
| Centrum    | Centrum Párt                                     | Strana Centrum                                                 |
| Fidesz-MPS | Fidesz – Magyar Polgári Szövetség                | Fidesz – Maďarská občanská unie                                |
| FKgP       | Független Kisgazda-, Földmunkás- és Polgári Párt | Strana nezávislých malorolníků, zemědělských dělníků a občanů. |
| Jobbik     | Jobbik Magyarországért Mozgalom                  | Hnutí za lepší Maďarsko                                        |
| KDNP       | Kereszténydemokrata Néppárt                      | Křesťanskodemokratická lidová strana                           |
| LMP        | Lehet Más a Politika                             | Politika může být jiná                                         |
| MDF        | Magyar Demokrata Fórum                           | Maďarské demokratické fórum                                    |
| MIÉP       | Magyar Igazság és Élet Pártja                    | Strana maďarské spravedlnosti a života                         |
| MKMP       | Magyar Kommunista Munkáspárt                     | Maďarská komunisitcká dělnická strana                          |
| MSZP       | Magyar Szocialista Párt                          | Maďarská socialistická strana                                  |
| SZDSZ      | Szabad Demokraták Szövetsége                     | Svaz svobodných demokratů – Maďarská liberální strana          |